# Американская сказка
«Американская сказка» (англ. An American Carol) — кинофильм 2008 года, комедия режиссёра Дэвида Цукера.

## Сюжет
Главным героем фильма является либеральный режиссёр Майкл Малун, образ которого представляет прямую пародию на американского кинодокументалиста и политического комментатора Майкла Мура. Малун ненавидит Америку и выступает за отмену дня независимости. В канун демонстрации ему является дух Джона Кеннеди (войдя в комнату Малуна прямо с экрана телевизора) и сообщает, что ему явятся три духа. Далее следует видоизменённая история Эбинейзера Скруджа Ч. Диккенса, за тем исключением, что центральной темой её становится не Рождество, а 4 июля.

## В ролях
- Кевин Фарли — Майкл Мелоун
- Лесли Нильсен — Усама бен Ладен
- Деннис Хоппер — судья
- Джеймс Вудс
- Роберт Дави — Азиз
- Крисс Энглин — Джон Кеннеди
- Рэнделл Босли — Муссолини
- Пэрис Хилтон — камео
- Кевин Сорбо — Джордж Малруни
- Джон Войт — Джордж Вашингтон
- Джиллиан Мюррей — Хизер
- Гейл О’Грэйди — Джейн Вагстеф
- Аттикус Шаффер — Тимми / Аттикус